# Ϙ
Qoppa（大写Ϙ，小写ϙ），是第一个已不再使用的古希腊字母，位于Ϻ（San）和Ρ之间。
Qoppa有两种形状。「Archaic Qoppa」（Ϙ、ϙ，U+03D8、U+03D9）用来书写文字，「Modern Qoppa」（Ϟ、ϟ，U+03DE、U+03DF）用在现在希腊的法律文件中。
西里尔字母的Ҁ（Koppa）和拉丁字母的Q是由Qoppa演变而成。

## 外部連結
- Koppa （页面存档备份，存于）（英文）